# Whitesnake
Whitesnake foi uma banda de hard rock britânica formada em Londres no ano de 1978 por David Coverdale. Ainda que seus primeiros discos tivessem um estilo blues rock herdado da antiga banda de Coverdale, o Whitesnake, logo adotou uma sonoridade mais comercial e acessível de rock. No decorrer da década de oitenta lançaram álbuns que chegaram ao Top 10 das paradas inglesas, como  Ready an' Willing (1980), Come an' Get It (1981), Saints & Sinners (1982) e Slide It In (1984), sendo que este último atingiu certificado de platina dupla nos EUA.
O álbum homônimo, de 1987, foi o mais bem sucedido mundialmente na carreira da banda, trazendo dois singles que tornaram-se hits em solo americano,  "Here I Go Again" e "Is This Love", atingindo as posições um e dois na Billboard Hot 100. O álbum recebeu 8 certificados de platina nos Estados Unidos e rendeu uma nomeação à banda ao Brit Award de 1988  como Melhor Grupo Britânico. O disco Slip of the Tongue (1989), também foi um grande sucesso,  chegando ao top 10 no Reino Unido e EUA, e vendendo mais de um milhão de cópias nos Estados Unidos. A banda encerrou as atividades pouco após este lançamento, mas reuniu-se em 1994, lançando mais um álbum de estúdio em 1997, chamado Restless Heart.
O Whitesnake voltou à ativa novamente em 2003, lançando mais três discos –  Good to Be Bad (2008), Forevermore (2011) e The Purple Album (2015). Em 2005, o grupo ficou na posição 85 na lista das maiores bandas de hard rock da história realizada pelo canal VH1.

## História

### Formação e primeiros anos
Com o término do Deep Purple, em 1976, David Coverdale não perdeu tempo e no mesmo ano lançou seu primeiro álbum solo intitulado White Snake. com fortes influências de soul e blues. No ano seguinte lançou o segundo Northwinds produzido por Roger Glover do Deep Purple.
No ano seguinte, já usando o nome de "Whitesnake" é lançado EP Snakebite, contando na formação com David Coverdale nos vocais, Bernie Marsden e Micky Moody (guitarras), Neil Murray (baixo) e Dave Dowle (bateria). Em 1978 é lançado o álbum de estreia do Whitesnake, Trouble, já com Jon Lord (também ex-membro do Deep Purple) nos teclados. No ano seguinte lançam Lovehunter, (que ficou famoso pela ilustração de capa com uma mulher nua montando uma cobra).
Em 1980 lançam Ready an' Willing já com Ian Paice (também ex-Purple) no lugar de David Dowle. Apesar de tantos 'ex-Purples', o som do Whitesnake teve, no início, um estilo diferente do Deep Purple, mais voltado para o blues rock, com fortes influências 'redneck' presentes na guitarra com slide de Moody, riffs e um baixo bem presente e elaborado.

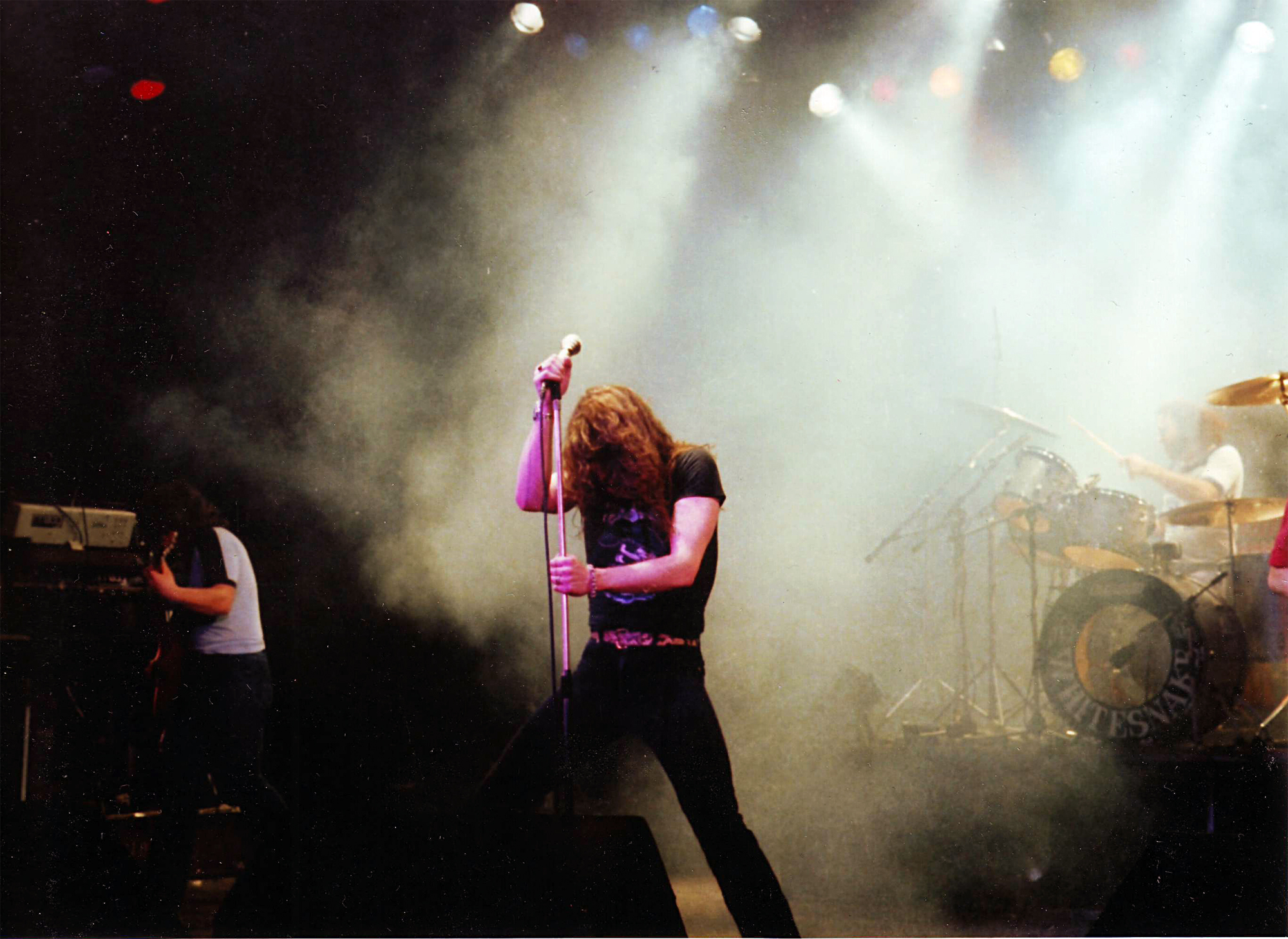
Whitesnake durante show no Hammersmith Odeon em 1981

O primeiro álbum ao vivo Live in the Heart of City lançado mundialmente em 1980, é um álbum que reúne dois shows distintos feitos pela banda: o Live...in the Heart of the City gravado em 23 e 24 de junho de 1980 e o Live at Hammersmith gravado em 23 de novembro de 1978. Este último trazendo versões ao vivo das músicas "Mistreated" e "Might Just Take Your Life" do Deep Purple gravadas na fase em que Coverdale era o vocalista principal.
Em 1981, lançam Come an' Get It e no ano seguinte, Saints & Sinners que conquista o público com músicas como "Here I Go Again" e "Crying In The Rain". Esse álbum marca um período de grandes e profundas mudanças para David Coverdale e o Whitesnake, com a saída de Bernie Marsden, Neil Murray e Ian Paice, logo após o fim das gravações do álbum. Durante esse período turbulento David Coverdale cogitou inclusive acabar em definitivo com a banda e seguir carreira solo, porém o sucesso alcançado pela música "Here I Go Again", somado a um convite para se apresentar como headliner no grande festival "Monsters Of Rock" em Donington no verão de 82, convenceu Coverdale a remontar a banda, desta vez com o famoso baterista Cozy Powell para substituir Paice, Mel Galley (ex-Trapeze), Micky Moody nas guitarras, Jon Lord nos teclados e Colin Hodgkinson no baixo.

### Sucesso comercial
Com essa formação, é lançado o álbum Slide It In em 1983, que  após o lançamento em todo mundo exceto América do Norte (devido a problemas contratuais), tem como resultado mais mudanças na formação: saem Micky Moody e Colin Hodgkinson, substituídos por John Sykes (ex-Tygers of Pan Tang) e Neil Murray, que retorna depois de uma breve passagem pela banda do guitarrista Gary Moore. Ambos regravam seus instrumentos para uma nova versão do álbum exclusiva para o mercado norte-americano.
Durante as sessões de ensaio para a nova vindoura turnê, Mel Galley deixa a banda para tratar de uma lesão no braço direito e David Coverdale opta por fazer a tour com um único guitarrista e também com um tecladista contratado Richard Bailey, já que Jon Lord havia retornado ao Deep Purple.
Graças a nova sonoridade mais pesada e aos vídeos veiculados extensivamente pela MTV norte-americana, músicas como "Love Ain't No Stranger", "Guilty Of Love" e "Slow and Easy" tornam o álbum um grande sucesso. O Whitesnake segue com um só guitarrista.
Em 1985 a banda toca no Brasil, no Rock in Rio, no lugar do Def Leppard (que desistiu no início de novembro de 1984 devido a atrasos nas gravações do álbum HYSTERIA; alguns erroneamente atribuem o cancelamento do show devido ao acidente ocorrido com o baterista Rick Allen em 31 de dezembro de 1984, quando a participação do Whitesnake jjá estava confirmada há quase dois meses).
No final do mesmo ano de 1985, Cozy Powell deixa a banda para se juntar a um novo projeto com Greg Lake e Keith Emerson. E após longa espera de dois anos um novo álbum é lançado: Whitesnake ou simplesmente "1987", considerado por muitos fãs o melhor trabalho da banda até então. Com Aynsley Dunbar (ex-Starship, Journey) na bateria, o tecladista Don Airey, conhecido por seus trabalhos com Ozzy Osbourne, Black Sabbath e Ritchie Blackmore's Rainbow, e o ex-Thin Lizzy John Sykes nas guitarras (grande responsável pela nova sonoridade pesada do Whitesnake, autor dos riffs e solos do principal álbum da banda). Coverdale não satisfeito, demite toda a banda antes do lançamento do álbum, e monta uma nova banda para a turnê, chamando o guitarrista Adrian Vandenberg (que gravaria Here I Go Again) para o lugar de Sykes.

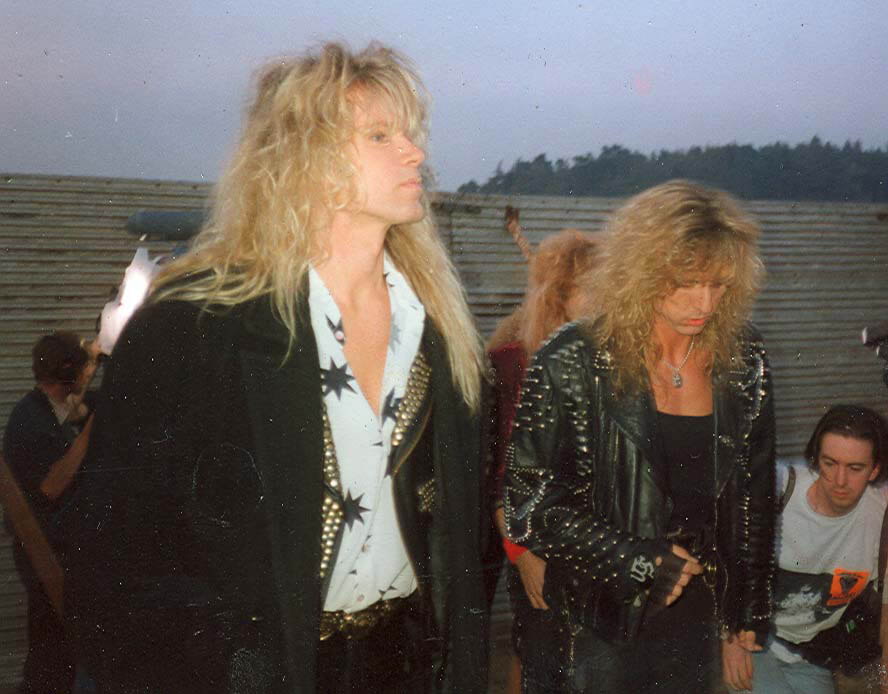
E-D: Adrian Vandenberg e David Coverdale nos bastidores do Monster of Rock Festival em Donnington - Inglaterra em 1990.

As mudanças não param por aí, além da efetivação de Vandenberg no lugar de Sykes, Tommy Aldridge (ex-Ozzy Osbourne) e Rudy Sarzo (Quiet Riot) substituem Aynsley Dunbar e Neil Murray respectivamente. Vivian Campbell (ex-Dio) é contratado para ser o outro guitarrista, transformando o Whitesnake em um quinteto.
Em 1989, é lançado um novo álbum Slip of the Tongue, que criou grande expectativa nos fãs e crítica, pois dentre outras coisas, contava com o guitarrista Steve Vai (ex-David Lee Roth) no lugar de Vivian Campbell (que algum tempo depois se juntaria ao Def Leppard). Apesar do sucesso de hits como "The Deeper The Love" e da nova versão de "Fool For Your Loving", o disco vendeu abaixo das expectativas, e após seguidos problemas com a gravadora, Coverdale decide desmontar a banda para seguir em um novo projeto com Jimmy Page, (ex-Led Zeppelin) chamado de unicamente de Coverdale/Page.

### Da separação ao retorno
Coverdale reformulou o Whitesnake em 1994, para promover o lançando da coletânea, Greatest Hits mantendo Vandenberg e Sarzo e trazendo o guitarrista Warren DeMartini (Ratt), o baterista Denny Carmassi (ex-Coverdale/Page) além do tecladista Paul Mirkovich (ex-Nelson) para completar o time. Dois anos depois, lança um novo álbum "Restless Heart", com uma sonoridade mais blues relembrando os primeiros álbuns, que traz a participação especial do ex-baixista do Pink Floyd Guy Pratt e do tecladista Brett Tuggle (ex-David Lee Roth). Para a turnê são chamados o guitarrista Steve Farris, o baixista Tony Franklin e o tecladista Derek Hilland. Essa seria a última turnê antes da banda entrar em um novo recesso que duraria até 2003.
Em 1997, Coverdale e Adrian Vandenberg lançam o álbum Starkers in Tokyo que surgiu quando a gravadora EMI propôs que Coverdale e Adrian Vandenberg fizessem um show acústico no Japão para promover o novo álbum. O resultado foi tão bem aceito pelos fãs que acabou virando álbum.
Em meados de 2003, David Coverdale decide reativar a banda com uma nova formação que incluiria músicos conhecidos como Reb Beach (Winger, Dokken) e Doug Aldrich (ex-Dio) nas guitarras, Timothy Drury (Eagles, Don Henley) nos teclados, Marco Mendoza (ex-Blue Murder) no baixo e o veterano Tommy Aldridge na bateria, este último um velho conhecido dos fãs do Whitesnake. Com essa formação, a banda lança seu primeiro DVD ao vivo Live...In Still Of The Night, lançado em 2005 e contendo seus maiores sucessos como "Love Ain't No Stranger", "Here I Go Again" e a balada "Is This Love". Durante a tour de promoção do DVD que incluiu o Brasil em apresentações conjuntas com o Judas Priest, Mendoza é substituído pelo jovem baixista Uriah Duffy, músico conhecido por seus trabalhos com artistas do pop e soul como Christina Aguilera e Sly & The Family Stone, Duffy permaneceria na banda por quase sete anos.

### Atividade recente
Em 2008, já com Chris Frazier no lugar de Aldridge, a banda lança o álbum Good to Be Bad o primeiro albúm com músicas originais em 11 anos. O disco é lançado em versão CD normal, uma versão Boxset contendo poster, autocolantes e faixas extras, além de uma versão em LP especial. Os destaques do álbum vão para músicas como a faixa de abertura "Best Years", a zeppeliniana "Lay Down Your Love", a faixa título "Good To Be Bad" e ainda as tradicionais baladas como "All I Want All I Need".

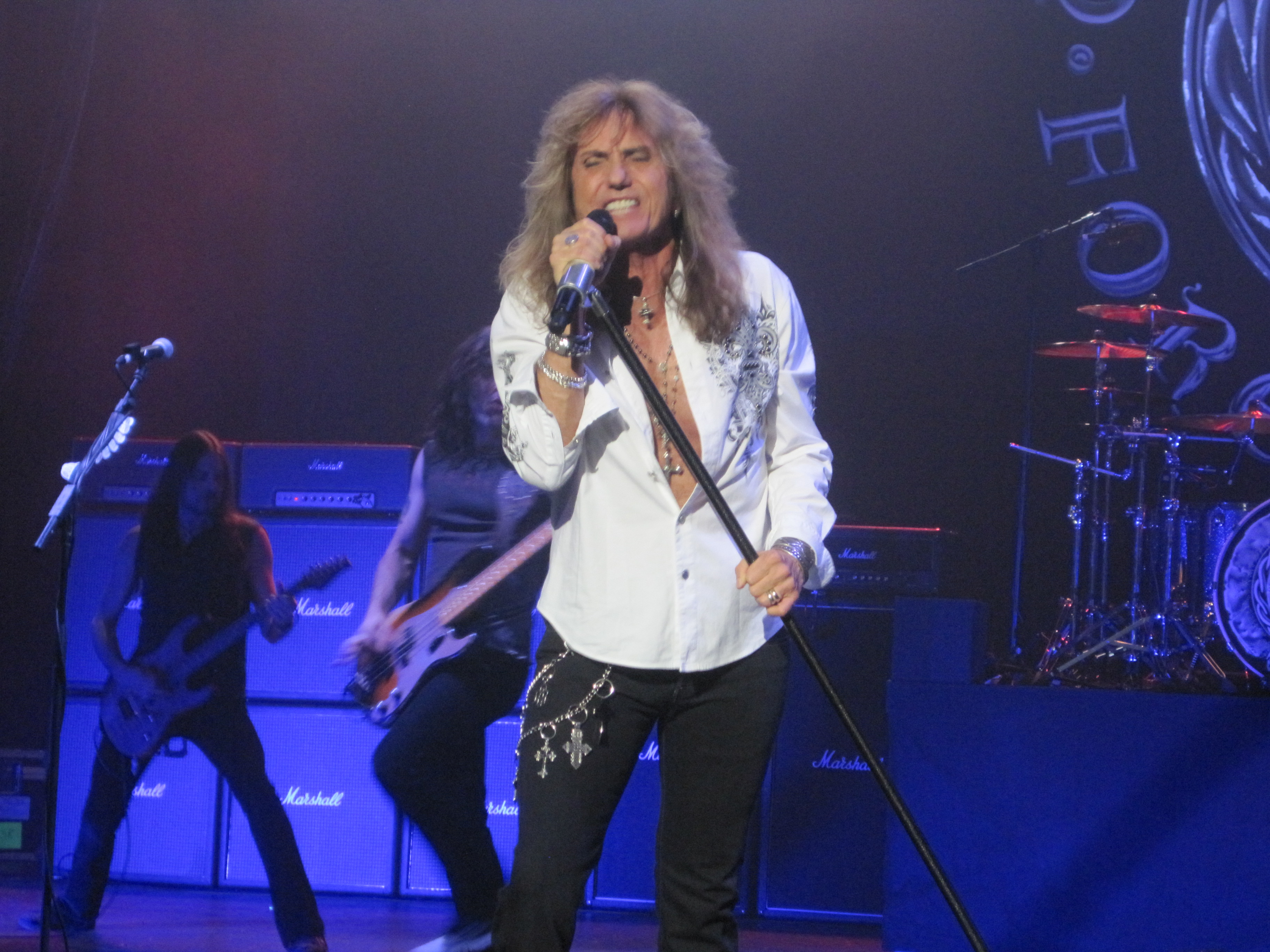
David Coverdale, Manchester Apollo, 2011

Em 2011, a banda lança um novo álbum "Forevermore" com novas mudanças de formação: saem Duffy e Frazier e entram o novato Michael Devin o experiente Brian Tichy (ex-Billy Idol, Slash Snakepit, Foreigner, dentre outros). Para promover o novo álbum a banda lança seu primeiro vídeo clip em mais de uma década "Love Will Set You Free" que ao lado da música título, tornam-se presença regular nos shows da banda. Embora participe do álbum, o tecladista Timothy Drury deixa a banda sendo substituído por Brian Ruedy. Com essa formação, o grupo embarca para uma grande turnê que inclui shows na América do Norte, Europa, Japão e América do Sul.
Em Maio de 2011, um presente para os fãs com o lançamento oficial do CD/DVD "Live at Donington" gravado em 1990 durante a turnê do álbum Slip of the Tongue.
Em 2013, mais um lançamento em vídeo e em áudio. Trata-se do CD/DVD "Made in Japan", gravado ao vivo na famosa Budokan Arena em Tóquio, juntamente com o álbum duplo ao vivo "Made in Britain/ The World Record" que registra diversos momentos da turnê, incluindo faixas gravadas no Brasil.
Em Fevereiro do mesmo ano, o baterista Brian Tichy anunciou sua saída da banda, dando lugar para Tommy Aldridge que retorna a banda pela terceira vez.
Em 14 de Outubro de 2013, David Coverdale revelou no Twitter que o Whitesnake planejava voltar ao estúdio logo após os shows no Brasil.
Em Maio de 2014, o guitarrista Doug Aldrich anunciou sua saída da banda para dar sequência a outros projetos musicais. Para substituí-lo a banda traz Joel Hoekstra (ex-Night Ranger, Trans-Siberian Orchestra), e se prepara para dar sequência a gravação de um novo álbum.
Em abril de 2015, a banda lançaria seu 12º álbum de estúdio, intitulado The Purple Album, que traz regravações de clássicos do Deep Purple quando Coverdale era vocalista. Esse álbum é um tributo à banda que lançou David Coverdale como astro do Rock.
Em 2024 David Coverdale falou que não pretendia mais voltar as atividades com a banda, e vendeu o catálogo da banda por 50 milhões de dólares. Em 2025 os ex-integrantes tiveram a permissão de David para fazer uma última apresentação sob o nome da banda como tributo. David Coverdale tenha talvez ainda algum plano de gravar um último álbum de estúdio e uma última apresentação, porém o mais certo é que a banda encerrou as atividades.

## Integrantes
- David Coverdale - Vocais (1978–1991, 1994, 1997, 2002–presente)
- Reb Beach - Guitarra & Vocais  (2002–presente)
- Joel Hoekstra - Guitarra & Vocais  (2014–presente)
- Tommy Aldridge - Bateria  (1987–1991, 2002–2007, 2013–presente)
- Michele Luppi  - Teclados  (2015–presente)
- Tanya O'Callaghan - Baixo (2021-presente)[7]

## Discografia
| - Trouble (1978) - Lovehunter (1979) - Ready an' Willing (1980) - Come an' Get It (1981) - Saints & Sinners (1982) - Slide It In (1984) - Whitesnake/1987 (1987) - Slip of the Tongue (1989) - Restless Heart (1997) - Good to Be Bad (2008) - Forevermore (2011) - The Purple Album (2015) - Flesh & Blood (2019) | - Snakebite (1978) - Live at Hammersmith (1980) - Live...in the Heart of the City (1980) - Starkers in Tokyo (1997) - Live: In the Shadow of the Blues (2006) - Live at Donington 1990 (2011) - Made in Britain (2013) - Made In Japan (2011) - Whitesnake's Greatest Hits (1994) - 30th Anniversary Collection (2008) |